# Hans-Dieter Borchert
Hans-Dieter Borchert, teilweise nur Hans Borchert geschrieben, (* 11. November 1955) ist ein ehemaliger deutscher Fußballspieler. Für den MTV Ingolstadt und den FC Augsburg spielte er in der 2. Bundesliga, später war er lange Jahre Trainer im bayerischen Amateurfußball.

## Sportlicher Werdegang
Borchert spielte beim MTV Ingolstadt. Mit dem Drittligaaufsteiger wurde er in der Spielzeit 1977/78 Vizemeister der 1. Amateurliga Bayern hinter dem 1. FC Haßfurt, der jedoch auf sein Aufstiegsrecht verzichtete. In der 2. Bundesliga behauptete er unter Trainer Helmut Richert weitgehend seinen Stammplatz, in den zwei Jahren Zweitligazugehörigkeit der Ingolstädter kam er auf 71 Zweitligapartien, in denen der Abwehrspieler ohne Torerfolg blieb. 
Nach dem Abstieg 1980 wechselte Borchert innerhalb der 2. Bundesliga Süd zum Aufsteiger FC Augsburg. Als Stammspieler stieg er mit dem Klub am Ende der Spielzeit 1980/81 direkt wieder ab, schaffte aber in der Bayernliga-Spielzeit 1981/82 unter Trainer Hannes Baldauf an der Seite von unter anderem Claus Brandmair, Christian Hochstätter und Martin Trieb als Bayernmeister den direkten Wiederaufstieg. Dort kämpfte er mit der Mannschaft gegen den Wiederabstieg. Am letzten Spieltag rangierten die Augsburger als Tabellendrittletzter mit einem Punkt Rückstand auf die SpVgg Fürth und punktgleich mit der SG Union Solingen auf einem Abstiegsplatz. Nach einem klaren 3:0-Erfolg über den direkten Konkurrenten aus Fürth sprangen die Schwaben an diesen vorbei, jedoch gewann die Solinger Mannschaft parallel ihr Punktspiel gegen den bereits feststehenden Zweitligameister SV Waldhof Mannheim mit 2:0 und wiesen damit eine um zwei Tore bessere Tordifferenz auf, die ihnen zum Klassenerhalt genügte. Borchert trat mit den Augsburgern den Gang in die Drittklassigkeit an, später spielte er noch unter anderem für den TSV Bobingen und den TSV Neusäß im Amateurbereich.
Später war Borchert als Trainer im Amateurfußball rund um Augsburg tätig. Während seiner Spielerzeit beim TSV Neusäß übernahm er als Spielertrainer sein erstes Traineramt, später war er auch Spielertrainer beim FC Königsbrunn. Über den TSV Mindelheim kam er nach der Jahrtausendwende erneut als Trainer zum TSV Neusäß, später trainierte er Türkspor Augsburg und den SC Ichenhausen.